# 점필재종택
점필재종택(佔畢齋宗宅)은 경상북도 고령군 쌍림면에 있는 조선시대의 건축물이다. 1985년 10월 15일 경상북도의 민속문화재 제62호로 지정되었다.

## 개요
이 건물은 선산 김씨(善山 金氏) 문충공파(文忠公派)의 종택으로 안채는 1800년경에 건립, 1878년에 중수하였고, 사랑채는 1812년에 건립된 것으로 추정된다.
문충공(文忠公) 점필재 김종직 (金宗直, 1431～1492)은 고려 말 정몽주․길재의 학통을 이은 아버지 김숙자(金叔滋)로부터 학문을 익히면서 조선시대 도학의 정맥을 계승하였다. 조선 성종(成宗)때에는 도승지(都承旨), 예조참판(禮曹參判) 등을 역임하면서 왕의 총애를 받았다. 그러나 연산군(燕山君) 때 무오사화(戊午士禍)로 관직이 발탁되고 무덤이 파해쳐지는 수모를 당하기도 하였으나 중종반정(中宗反正) 때 신원되었다.
종택은 마을 뒷산을 등지고 완만한 경사를 이룬 터에 남동향으로 자리를 잡고 있으며 안채, 사랑채, 중사랑채, 고방, 대문간, 사당 등으로 구성되어 전체적으로 ‘튼ㅁ자’형을 이루고 있다. 건물 내에는 점필재 문적․유품 및 종가문서가 보관되어 있다. 사랑채는 정면 4칸, 측면 2칸의 '一'자형 맞배집이다. 좌측에 2칸 사랑방을 두고 우측을 전면이 개방된 대청으로 꾸몄으며, 사랑방 좌측에는 방과 작은부엌을 앞뒤로 배치했다.
상부가구는 3량가로 대량 위에 원형 판대공을 놓아 종도리를 받고 있다. 안채는 정면 8칸, 측면 1칸의 맞배집이다. 평면은 2칸 대청의 좌측에는 전면에 쪽마루를 둔 큰방과 부엌, 우측에는 작은방과 골방을 두었다. 구조는 3량가로 사다리꼴 판대공을 세워 종도리를 받게 했다. 안채 우측의 중사랑채는 정면 3칸, 측면 2칸의 건물로 안마당을 등지고 동향하고 있다.
평면은 중사랑방을 중심으로 좌측에는 대청, 우측에는 앞뒤로 온돌방과 광을 둔 형태이다. 고방채는 정면 4칸, 측면 1칸의 우진각집이다. 고방채의 가운데 2칸은 광이고, 우측은 방앗간이었다고 하며, 좌측 마굿간 뒤에는 변소가 있다. 사당에는 김종직 선생의 불천위(不遷位) 신주(神主)를 모셨다. 구조는 5량가로 네모기둥을 세우고 그 위에 제형 동자주를 놓아 종도리를 받게 했다.

## 세부 내역
| 번호   | 사진 | 명칭                | 소재지                       | 관리자 (단체) | 지정일                | 참조 |
| 62-1호 |      | 안채 (안채)         | 경북 고령군 쌍림면 합가리 84 | .             | 1985년 10월 15일 지정 |      |
| 62-2호 |      | 사랑채 (사랑채)     | 경북 고령군 쌍림면 합가리 84 | .             | 1985년 10월 15일 지정 |      |
| 62-3호 |      | 중사랑채 (중사랑채) | 경북 고령군 쌍림면 합가리 84 | .             | 1985년 10월 15일 지정 |      |
| 62-4호 |      | 고방채 (고방채)     | 경북 고령군 쌍림면 합가리 84 | .             | 1985년 10월 15일 지정 |      |
| 62-5호 |      | 사당 (사당)         | 경북 고령군 쌍림면 합가리 84 | .             | 1985년 10월 15일 지정 |      |
| 62-6호 |      | 대문간채 (대문간채) | 경북 고령군 쌍림면 합가리 84 | .             | 1985년 10월 15일 지정 |      |

## 참고 자료
- 점필재종택 - 국가유산청 국가유산포털